# Madonna Oriente
Madonna Oriente o Signora Oriente (Señora del Este), también conocida como La Signora del Gioco (La Señora del Juego), son nombres de una supuesta figura religiosa según lo descrito por dos mujeres italianas ejecutadas por la Inquisición en 1390 acusadas de ser brujas.

## Historia
Sibilla Zanni y Pierina de Bugatis contaron que un grupo de gente adinerada de Milán (Italia) adoraba como una diosa a una mujer conocida como la Madonna Oriente. En su historia, relataban que en las casas de estos seguidores, la mujer realizaba rituales religiosos que concluían con actos mágicos tales como la resurrección de animales sacrificados.
En 1384, las dos mujeres fueron llevadas ante el Tribunal de la Inquisición y fueron sentenciadas a una pena menor por considerar que su historia era una fantasía. Sin embargo, cuando fueron investigadas de nuevo en 1390, se las acusó de conspirar con el diablo, y fueron condenadas y ejecutadas.
Aunque no hay evidencia de que el grupo organizado descrito por las mujeres realmente existiera, sus testimonios son muy similares a los descritos en otros lugares en relación con los seguidores de Richella y "La sabia Sibila", en el siglo XV en el norte de Italia, los Benandanti de los siglos XVI XVII, también en el norte de Italia, los Armiers de los Pirineos, el rumano Căluşari, los hombres lobos de Lituania, el Kresniki dálmata, los Táltos  húngaros y el caucásico Burkudzauta.
Estos temas repetidos y extendidos han sido identificados por el historiador Carlo Ginzburg como parte de un complejo mitológico antiguo probablemente originado en el centro de Eurasia. La mitología de estos grupos ha devenido un tema popular entre los adeptos a la brujería moderna y el Neopaganismo. Ginzburg concluyó que el nombre Madonna Oriente deriva del latino Domina Oriens, un término para la Luna como diosa.